# Dactylokepon hunterae
Dactylokepon hunterae är en kräftdjursart som beskrevs av Wells 1966. Dactylokepon hunterae ingår i släktet Dactylokepon och familjen Bopyridae. Inga underarter finns listade i Catalogue of Life.